# Zahara de los Atunes
Zahara de los Atunes är en ort i Spanien.   Den ligger i provinsen Provincia de Cádiz och regionen Andalusien, i den södra delen av landet, 500 km söder om huvudstaden Madrid. Zahara de los Atunes ligger 4 meter över havet och antalet invånare är 1 307.
Terrängen runt Zahara de los Atunes är varierad. Havet är nära Zahara de los Atunes åt sydväst.  Närmaste större samhälle är Barbate de Franco, 9,2 km nordväst om Zahara de los Atunes. 